# Тейлор (лунный кратер)
Кратер Тейлор (лат. Taylor), не путать с кратером Тейлер, — крупный древний ударный кратер в экваториальной области видимой стороне Луны. Название присвоено в честь английского математика Брука Тейлора (1685—1731) и утверждено Международным астрономическим союзом в 1935 г. Образование кратера относится к нектарскому периоду.

## Описание кратера

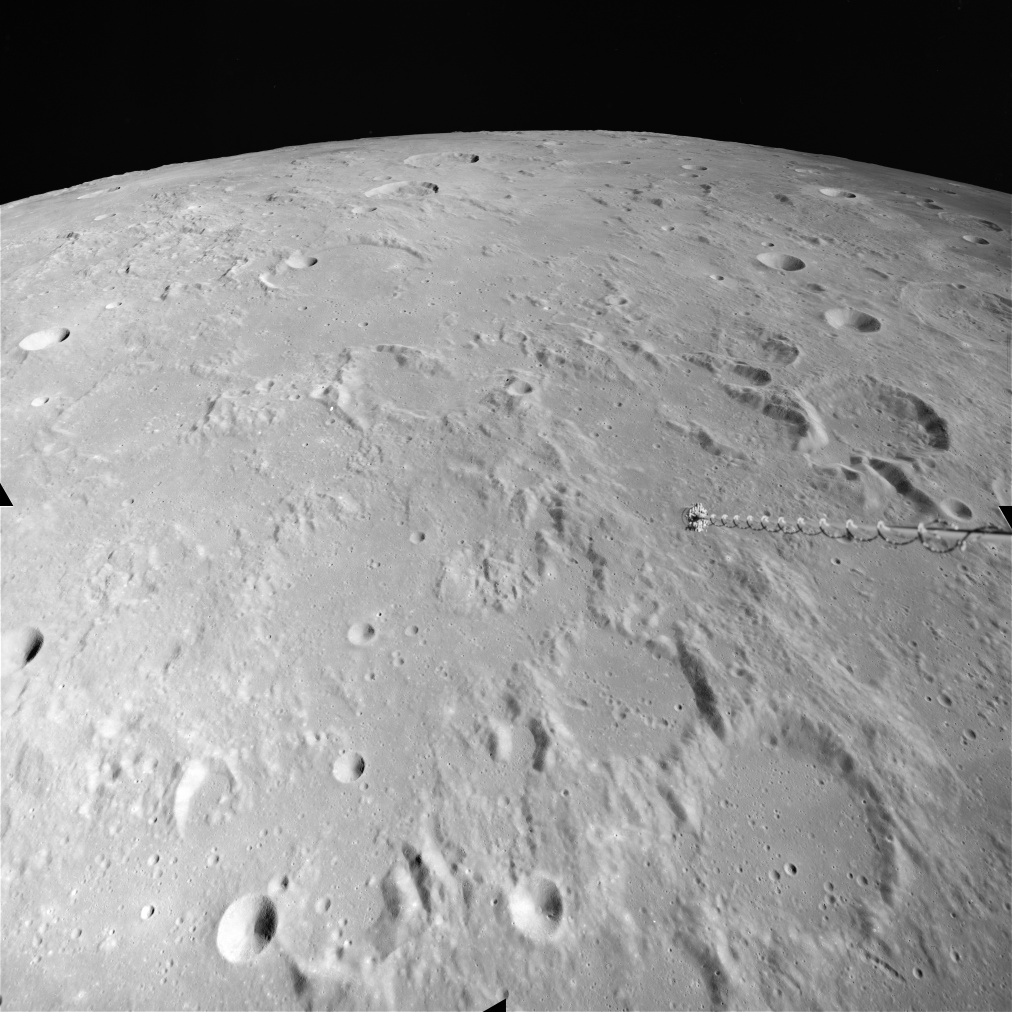
Кратер Тейлор (в центре нижней части снимка). Фотография с борта Аполлона-16.

Ближайшими соседями кратера Тейлор являются кратеры Теон Младший и Деламбр на севере; кратер Аль-Фергани на востоке; кратер Цельнер на юго-востоке и кратер Линдсей на западе-юго-западе. Селенографические координаты центра кратера 5°17′ ю. ш. 16°39′ в. д. / 5,28° ю. ш. 16,65° в. д., диаметр 36,4 км, глубина 3100 м.
Кратер Тейлор имеет  эллиптическую форму вытянутую с севера на юг и значительно разрушен. Вал сглажен, в северной части прорезан узкой долиной, в южной части имеет седловатое понижение. К юго-восточной части вала примыкает маленький саттелитный кратер Тейлор E. Высота вала над окружающей местностью достигает 1050 м, объем кратера составляет приблизительно 1300 км³. Дно чаши пересеченное, немного западнее центра чаши расположен округлый центральный пик высотой 1400 м .

## Сателлитные кратеры

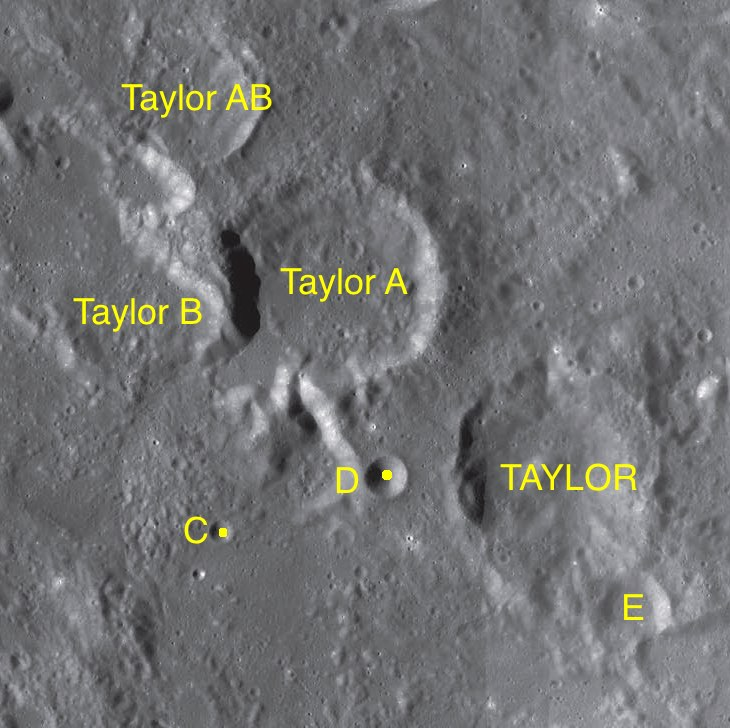
Фрагмент карты LAC-78.

| Тейлор | Координаты                                          | Диаметр, км |
| ------ | --------------------------------------------------- | ----------- |
| A      | 4°14′ ю. ш. 15°21′ в. д. / 4,23° ю. ш. 15,35° в. д. | 39,3        |
| AB     | 3°12′ ю. ш. 14°37′ в. д. / 3,2° ю. ш. 14,61° в. д.  | 23,0        |
| B      | 4°20′ ю. ш. 14°17′ в. д. / 4,34° ю. ш. 14,29° в. д. | 28,9        |
| C      | 5°39′ ю. ш. 14°45′ в. д. / 5,65° ю. ш. 14,75° в. д. | 4,2         |
| D      | 5°20′ ю. ш. 15°41′ в. д. / 5,34° ю. ш. 15,69° в. д. | 7,6         |
| E      | 6°04′ ю. ш. 17°07′ в. д. / 6,06° ю. ш. 17,11° в. д. | 12,1        |

## См.также
- Список кратеров на Луне
- Лунный кратер
- Морфологический каталог кратеров Луны
- Планетная номенклатура
- Селенография
- Минералогия Луны
- Геология Луны
- Поздняя тяжёлая бомбардировка